# Bán đảo Alaska

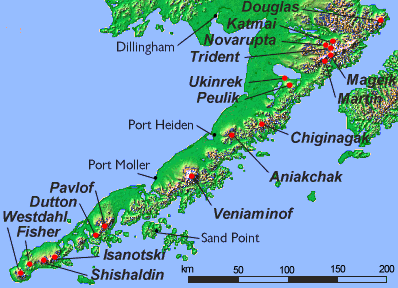
Các núi lửa trên bán đảo Alaska

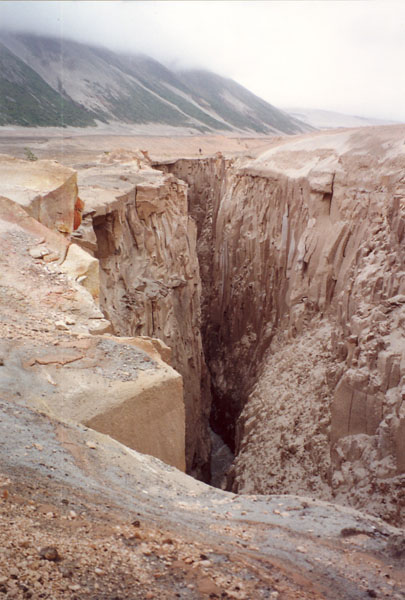
Gorge in Valley of 10,000 Smokes

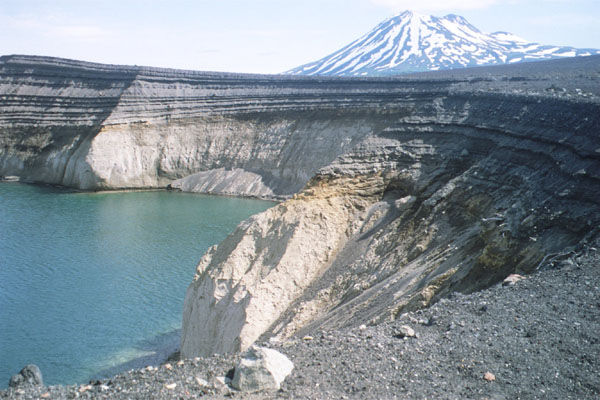
Núi lửa Peulik và các núi lửa miệng rộng Ukinrek

Bán đảo Alaska là một bán đảo kéo dài khoảng 800 km (497 mi) ra phía tây nam từ đại lục Alaska và kết thúc tại quần đảo Aleut. Bán đảo chia tách Thái Bình Dương với vịnh Bristol, một bộ phận của biển Bering.
Trong một số tài liệu (đặc biệt là tiếng Nga) thuật ngữ 'bán đảo Alaska' được dùng để chỉ phần phía tây bắc của Bắc Mỹ, hay toàn bộ bang Alaska hiện nay ngoại trừ quần đảo Aleut và Vùng cán xoong Alaska.

## Địa lý
Dãy núi Aleut là một dãy núi nửa hoạt động cao, chạy dọc theo toàn bộ chiều dài bán đảo. Bên trong những nơi trú ẩn của động vật hoang dã, bao gồm Vườn và khu bảo tồn quốc gia Katmai, Khu bảo tồn và kỉ niệm quốc gia Aniakchak và Khu trú ẩn động vật hoang dã quốc gia Becharof, Khu trú ẩn động vật hoang dã Bán đảo Alaska, và Khu trú ẩn động vật hoang dã Izembek.
Phần phía nam của bán đảo Alaska có địa hình gồ ghề và đồi núi, được tạo thành bởi hoạt động kiến tạo nâng lên của phần phía bắc mảng Thái Bình Dương lún xuống một phần phía tây của mảng Bắc Mỹ; phần phía bắc tương đối bằng phẳng và nhiều đầm lầy, kết quả của hàng thiên niên kỷ xói mòn và địa chấn nói chung ổn định. Bờ biển phía bắc và phía nam cũng tương tự, hoàn toàn khác nhau. Bờ biển của vịnh Bristol ở phía bắc thường đục và đầy bùn, có mức độ thủy triều lớn, và tương đối nông; bờ biển phía Thái Bình Dương có hoạt động thủy triều tương đối nhỏ, sâu và nước trong.

### Hành chính
Toàn bộ bán đảo Alaska được tổ chức thành một phần trong bốn quận; Aleut Đông, Bristol Bay, Kodiak Island, và Lake and Peninsula; và cũng bao gồm toàn bộ quận nhỏ Bristol Bay. Quận Lake and Peninsula bao gồm phần lớn lãnh thổ của bán đảo.

## Khí hậu
Lượng mưa bình quân của bán đảo Alaska dao động từ 24 đến 65 in (610 đến 1.650 mm). Các khu vực ven biển phải chịu các cơn bão, gió và mưa lớn. Nhiệt độ vào mùa đông dao động từ -11 °C đến 1 °C, và vào mùa hè là từ 6 °C đến 15°. Sương giá có thể xảy ra vào bất kỳ ngày nào trong năm ở những nơi có độ cao lớn. Khí hậu của bán đảo có thể so sánh tương ứng với khí hậu của quần đảo Aleut, Iceland, và Tierra del Fuego.

## Động thực vật
Bán đảo Alaska là nơi cư trú của một số quần thể hoang dã bản địa và không bị ảnh hưởng có số lượng lớn nhất tại Hoa Kỳ. Ngoài số gấu nâu sông McNeil và Katmai, các bầy có số cá thể lớn của các loài tuần lộc, nai sừng, sói xám và chim nước cũng sinh sống tại khu vực. Các loài gấu trên bán đảo và vịnh Bristol khá đông đảo bởi chúng có thức ăn là loài cá hồi đỏ lớn nhất thế giới, Oncorhynchus nerka, những con cá này xuất hiện ở đây phần lớn là do nhiều hồ lớn trên bán đảo là một yếu tố quan trọng trong vòng đời của nó. Các cá thể cá hồi này, sau khi trở về từ cuộc sống ngắn ngủi trên biển, sẽ bơi vào trong các hồ và các dòng suối chảy vào hồ để đẻ trứng. Con cái của chúng sẽ qua đông ở vùng nước sâu và có thực phẩm phong phú tại các hồ này cho đến khi di cư ra biển trong một hoặc hai năm.
Nửa phía nam gồ ghề của bán đảo, cũng như quần đảo Kodiak ngoài khơi, thậm chí còn là nơi sinh sống của nhiều loài gấu hơn, tạo thành hệ sinh thái rừng taiga núi bán đảo Alaska và bao gồm một số khu vực bảo tồn như vườn quốc gia Katmai.

## Nhân khẩu
Bên cạnh các cộng đồng ven biển, bán đảo Alaska cũng có một số ngôi làng nổi tiếng như: Cold Bay, King Cove, Perryville, Chignik, Chignik Lake, Chignik Lagoon, và Port Moller. Các ngôi làng này có dân cư chủ yếu là người Alaska bản địa, và phương tiện kiếm sống chủ yếu là đánh cá.
Làng Sand Point cũng có thể liệt vào bán đảo Alaska, mặc dù nó nằm trên đảo Popof, một hòn đảo thuộc quàn đảo Sumagin, ngay ngoài khơi phía nam của bán đảo.